# Veronika von Dölau
Veronika von Dölau († 1549) war von 1541 bis 1549 die vorletzte Äbtissin des Klosters Hof.
Veronika von Dölau stammte aus dem vogtländischen und meißnischen Adelsgeschlecht der von Dölau. Die Familie stellte beinahe zeitgleich im nahegelegenen Kloster Himmelkron mit Margarethe von Döhlau, die sich zuvor auch im Hofer Kloster aufhielt, die letzte Äbtissin der dortigen Zisterzienserinnen. Das Kloster der Klarissen in Hof hat zwar in einem protestantisch gewordenen Raum die Reformation überdauert, aber an Bedeutung verloren. Dennoch baute Veronika als Äbtissin 1542 noch ein neues Verwalterhaus.